# RTP África
RTP África (Ràdio i Televisió de Portugal África) és un canal de la televisió pública portuguesa per al continent africà. Seria l'equivalent a TV3CAT, TVE Internacional o iB3 SAT però adreçat exclusivament als països africans de parla portuguesa: Angola, Cap Verd, Guinea Bissau, Moçambic i Sao Tomé i Principe.
Les seves emissions regulars van començar el 7 de gener de 1998 amb la difusió per satèl·lit i televisió terrestre en tots aquests països, excepte Angola, en el qual solament es pot rebre per satèl·lit. També es distribueix en xarxes de cable a Portugal.
Produït en associació amb la televisió pública dels cinc països africans de la CPLP (Comunitat de Països de Llengua Portuguesa), RTP Àfrica es complementa amb RTP NET, un projecte destinat a intercanvi de programes i notícies entre Lisboa i les capitals regionals.
RTP Àfrica emet 24 hores al dia, el públic dels països africans de la CPLP i Portugal tenen accés simultàniament a la mateixa programació, amb especial èmfasi en les notícies i els programes produïts en i per a Àfrica diàriament, a més de programació ja retirada de RTP. RTP Àfrica emet programació de la televisió pública i privada de les televisions en portuguès per al públic africà. Existeix un enviament de programes d'informació i sèries produïdes a Angola i els cineastes o pel·lícules de cinc països africans de Moçambic africans.
RTP Àfrica ha col·laborat amb les Nacions Unides per a la transmissió de programes de divulgació de l'organització, per la qual cosa és un factor important per la ja esmentada organització.
A causa de ser una font independent d'informació, malgrat els fons públics portuguesos, tenien problemes amb l'anterior govern de Guinea Bissau (a l'esquerra a causa d'un cop d'estat) i el Govern de Sao Tomé i Principe, a causa de reportar irregularitats en respectius governs.

## Organització

### Direcció
Director de Programes de RTP África - José Arantes

### Delegacions
- Angola - Paulo Catarro i Presbítero Lundange
- Moçambic - Ricardo Mota, Orfeu de Sá Lisboa, Ângela Chin i Fernando Victorino
- Cap Verd - João Pereira da Silva, Nélio dos Santos i Hulda Moreira
- Guinea-Bissau - Fernando Gomes, Indira Correia Baldé i Ássimo Baldé
- Sao Tomé i Príncipe - Henrique Vasconcelos, Abel Veiga i Djamila Gomes

## Altres membres d'RTP
- RTP Internacional (per al públic portuguès essencialment europeu)
- RTP Açores (per al públic portuguès que viu a Açores)
- RTP Madeira (per al públic portuguès que viu a Madeira)